# Законодавча будівля Манітоби
Законодавча будівля Манітоби (рідше — Будівля Законодавчих зборів Манітоби) — адміністративна будівля у місті Вінніпег, у якій працює законодавчий орган канадської провінції Манітоба. 
Споруду збудовано у 1913 — 1920 роках у стилі неокласицизм за проєктом британських архітекторів Френка Вортінгтона Саймона і Генрі Боддінгтона ІІІ із міста Ліверпуля.

## Історія та архітектура
Провінція Манітоба доручила Саймону та його помічникам спроектувати будівлю, яка б задовольнила бажання створити значну споруду, яка представлятиме резиденцію влади провінції.
Стиль будівлі поєднує грецькі, римські та єгипетські мотиви та елементи. Будівництво було завершено на початку 1920 року, а будівлю було відкрито 15 липня 1920 року, на п'ятдесяту річницю провінції. Будівля розташована в центрі Вінніпега, недалеко від північного берега річки Ассінібойн, і спирається на 421 бетонний кесон, які проходять крізь 14 метрів (46 футів) льодовикової глини озера Агассіз, перш ніж торкнутися вапнякової корінної породи. 
Будівля має базовий план поверху у формі літери «H», що міститься у прямокутнику розміром 100 метрів (328 футів) на 103 метри (337 футів). Площа будівлі становить 24 959 квадратних метрів (268 656 квадратних футів), що містить близько 198 218 кубічних метрів (7 000 000 кубічних футів).
У всій будівлі використовується камінь Тіндаля з кар'єру в Гарсоні, Манітоба. Його плямистий вигляд є результатом нір, зроблених організмами, що рухаються крізь мул м'якого стародавнього морського дна.
У будівлі використовувалися такі види мармуру, як мармур Теннессі для підлоги, мармур Боттічіно з Італії для Великих сходів та чорний мармур ордовицького періоду, ймовірно, з Вермонту, для внутрішнього оздоблення. Мармур також містить скам'янілості.